# 齊齊哈爾副都統

齐齐哈尔副都统辖区在黑龙江将军辖区的位置（1820年）

齐齐哈尔副都统是清朝政府在齐齐哈尔城（今黑龙江省齐齐哈尔市）设立的正二品副都统官职。与黑龙江将军同驻一城，为黑龙江将军副手。

## 历史
康熙十三年（1674年），从吉林水师营移水手六十名驻扎齐齐哈尔，为驻兵之始。康熙二十三年（1684年）设水师营与火器营。
以墨尔根地瘠不可容众，康熙三十七年（1698年）黑龙江右翼副都统喀特护由墨尔根城被派遣到齐齐哈尔城驻扎，裁城守尉，增设协领四员，为黑龙江将军移驻做准备。康熙三十八年（1699年），黑龙江将军萨布素率领墨尔根城驻防的满族官兵、汉军、水师营等进驻齐齐哈尔。
雍正七年（1729年），调齐齐哈尔全部兵力征伐准噶尔叛乱，从驿站各处余丁内挑选1393名补充齐齐哈尔兵缺。
为加强黑龙江防务，康熙四十九年(1710年），清廷增设了墨尔根副都统，同时将黑龙江右翼副都统改称齐齐哈尔副都统，勒色礼为首任。
光绪三十二年(1906年）正月二十二日，清廷批准裁撤齐齐哈尔副都统，设黑水厅管理民政。齐齐哈尔副都统历58任。